# کیلکوندا
کیلکوندا (به انگلیسی: Kilkunda) یک منطقهٔ مسکونی در هند است که در بخش نیلاگیری واقع شده‌است. کیلکوندا ۱۰٬۱۵۰ نفر جمعیت دارد.